# Шаинташ
Шаинташ (на македонска литературна норма: Шаинташ) е село в източната част на Северна Македония, община Радовиш. Днес селото е напълно запустяло, в него има само няколко вили, които се използват от време на време за почивка. Горите в околността на село Шаинташ се използват за дърводобив, отглеждане на планински култури – най-вече картофи, за животновъдство и др.

## География
Селото се намира в планината Плачковица, северно от общинския център Радовиш.

## История
В XIX век Шаинташ е неголямо, изцяло българско село в Радовишка кааза на Османската империя. Според статистиката на Васил Кънчов („Македония. Етнография и статистика“) от 1900 година Шейнъ Ташъ има 80 жители, всички българи християни.
В началото на XX век мнозинството от жителите на селото са под върховенството на Българската екзархия. По данни на секретаря на екзархията Димитър Мишев („La Macédoine et sa Population Chrétienne“) през 1905 година в Шаин Таш (Chaïn-Tache) има 80 българи екзархисти.
При избухването на Балканската война в 1912 година един човек от Шаинташ е доброволец в Македоно-одринското опълчение. След Междусъюзническата война в 1913 година селото остава в Сърбия.

## Личности
Родени в Шанташ
- Стоимен Илиев (Илов, Ильов, 1886 – ?), македоно-одрински опълченец, жител на Радовиш, 4 рота на 3 солунска дружина, ранен на 17 юни 1913 година[4]